# آنجلیکا سین
آنجلیکا سین (انگلیسی: Angelica Sin) ؛ (زاده ۹ آوریل ۱۹۷۴) بازیگر پورنوگرافی اهل ایالات متحده آمریکا است.